# Železniční trať Nové Sedlo u Lokte – Krásný Jez
Železniční trať Nové Sedlo u Lokte – Krásný Jez (v jízdním řádu pro cestující v úseku Nové Sedlo u Lokte – Loket společně s tratí Nová Role – Chodov označená číslem 144, obnovený úsek Krásný Jez – Horní Slavkov-Kounice je přiřazen k trati 149) je železniční trať v České republice. 

## Dlouhodobá výluka
Trať je v úseku Loket předměstí – Horní Slavkov-Kounice bez provozu, ale oficiálně zrušená není. Pouze je na ní dlouhodobá výluka. Uvažuje se o jejím využití jako velodráhy.[zdroj?] Občas se objeví i návrh na obnovení železničního provozu. Jednokolejná regionální trať prochází čtyřmi tunely, z nichž na provozovaném úseku se nachází jen jeden. Provoz na trati byl zahájen v roce 1901. Roku 1980 byla při přeložce sokolovské trati přeložena i část této kvůli jejímu napojení. V roce 1997 byl provoz zastaven a od roku 2006 je v provozu trať do Lokte předměstí. V září 2012 začala obnova první části trati v úseku Krásný Jez – Ležnice (odb. vlečky Legios). K 28. 6. 2013 byl slavnostně zahájen provoz na šestikilometrovém úseku z Krásného Jezu do zastávky Ležnice (nově přejmenována na Horní Slavkov-Kounice). Od května do září je na dráhu objednáno 5 párů osobních vlaků vždy v nepracovní dny. I v následujících letech byla osobním doprava objednávána jen o víkendech během letních prázdnin. Kamenné viadukty na této železniční trati jsou chráněny jako technické památky.

## Stanice a zastávky

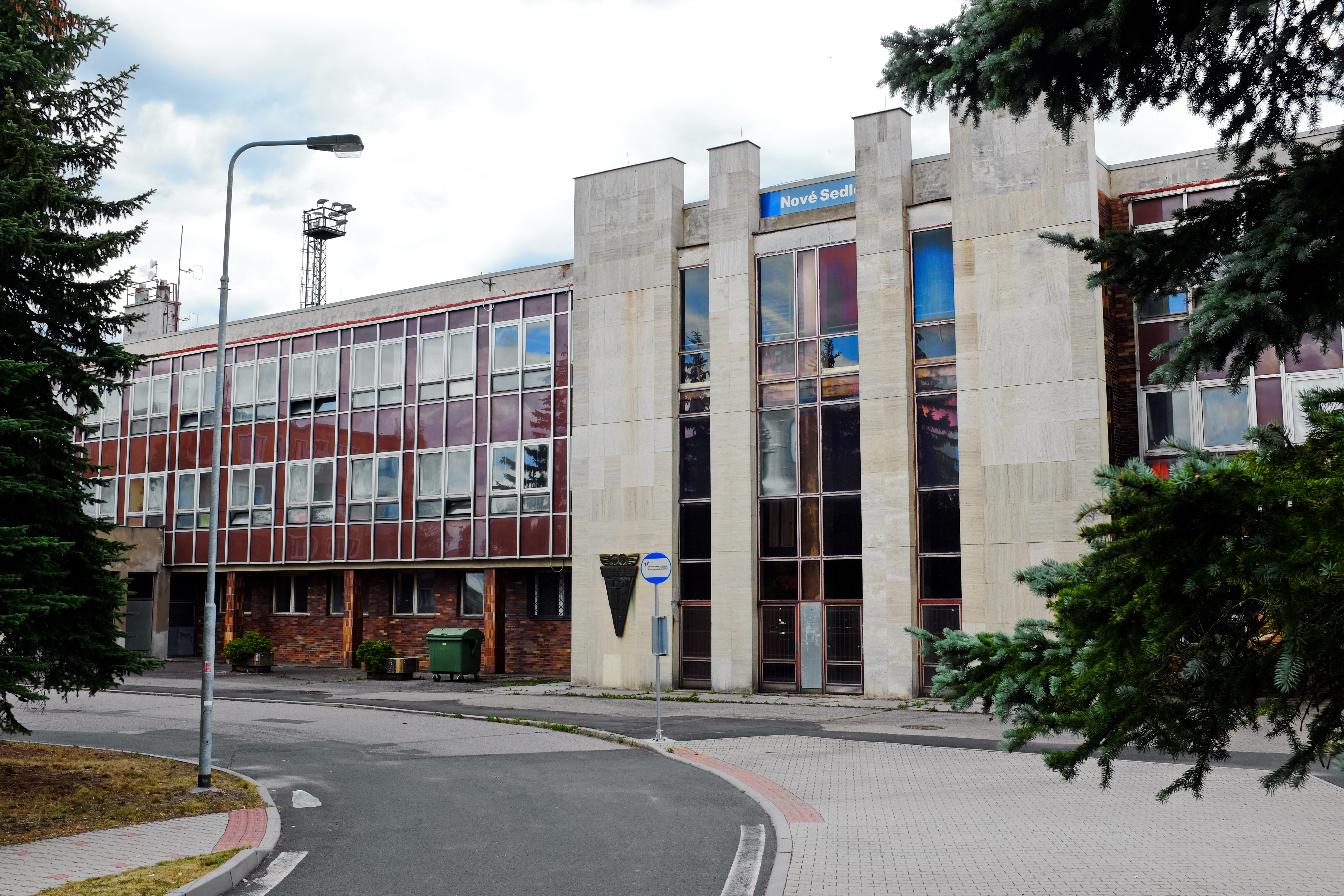
Nové Sedlo u Lokte
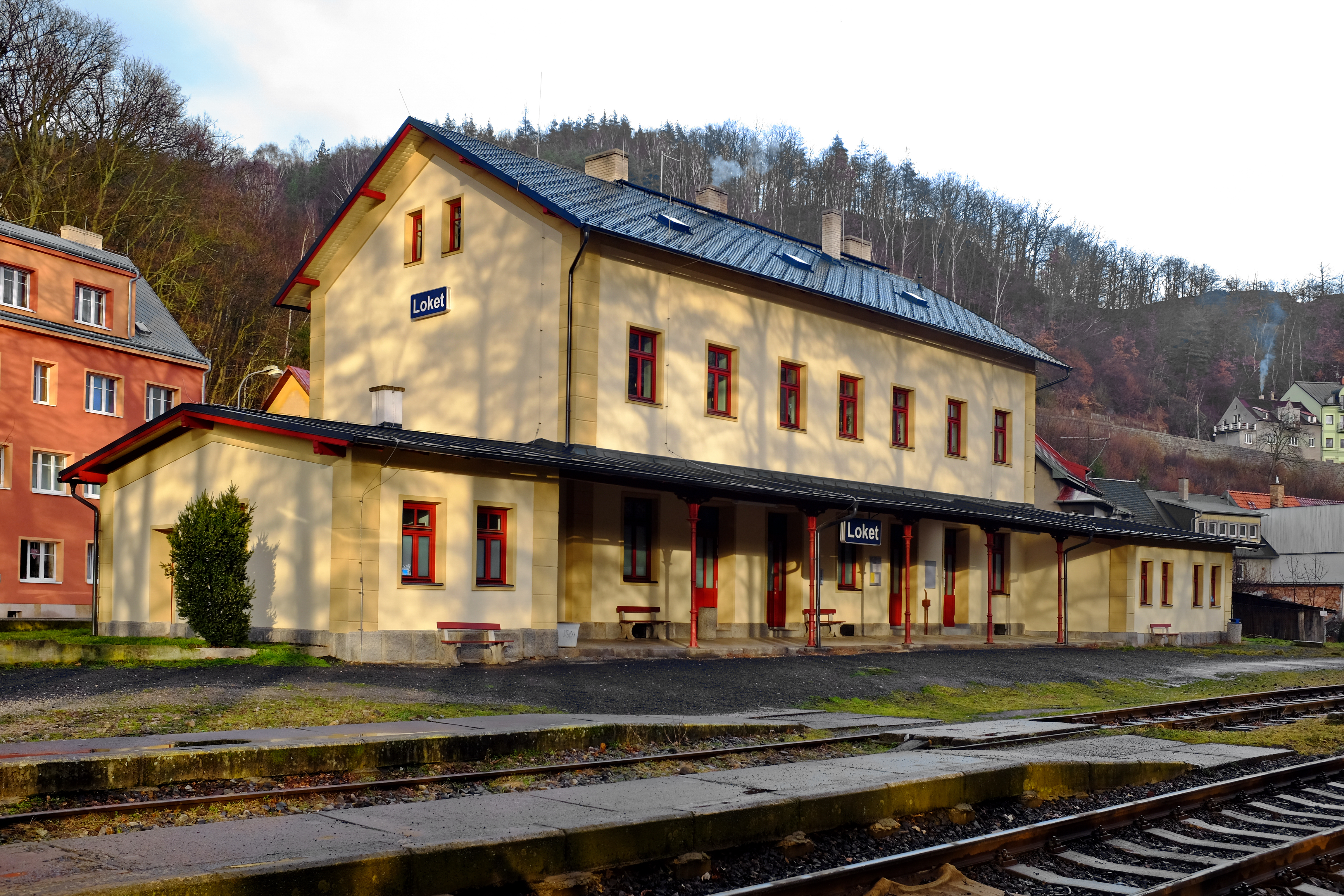
Loket
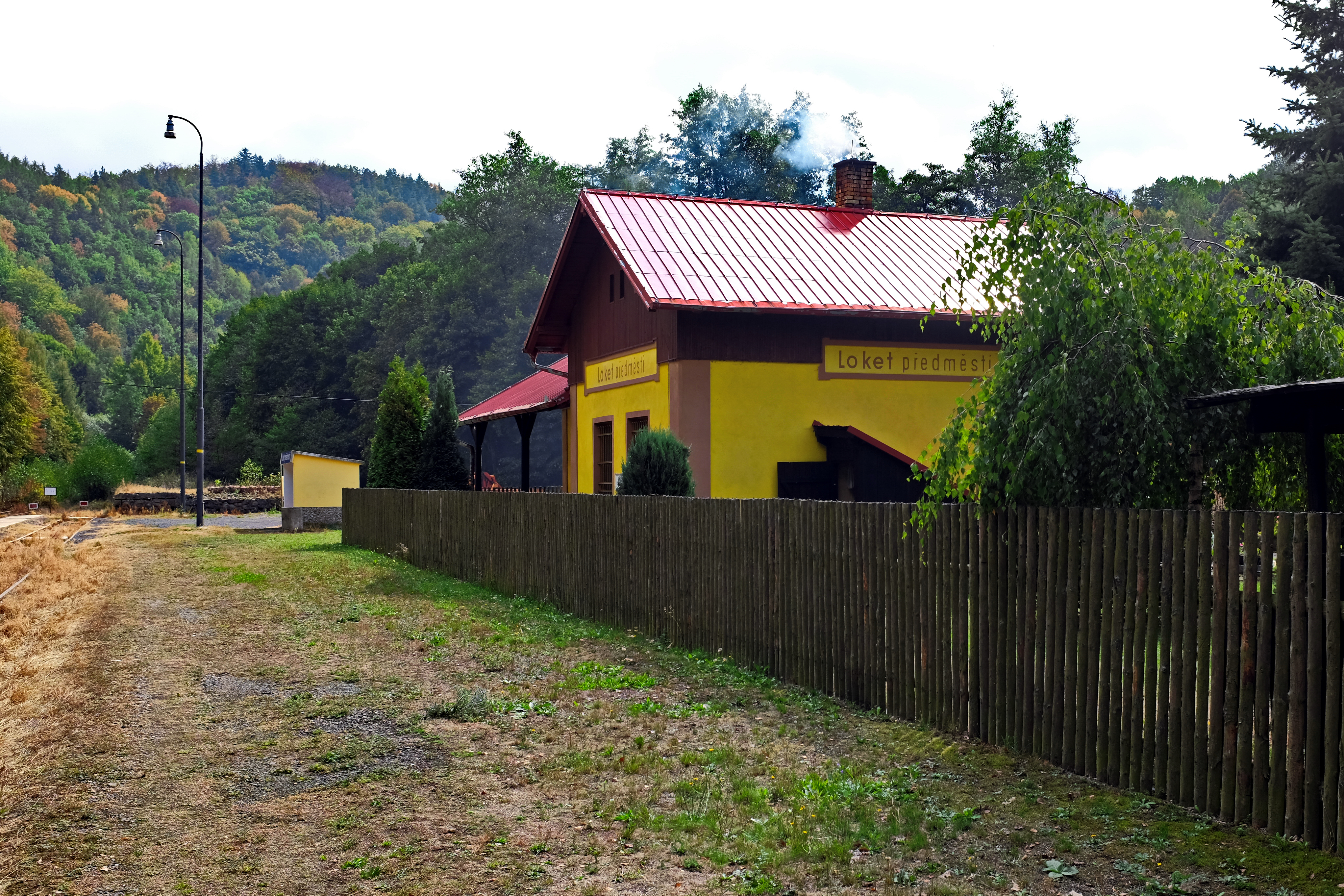
Loket předměstí
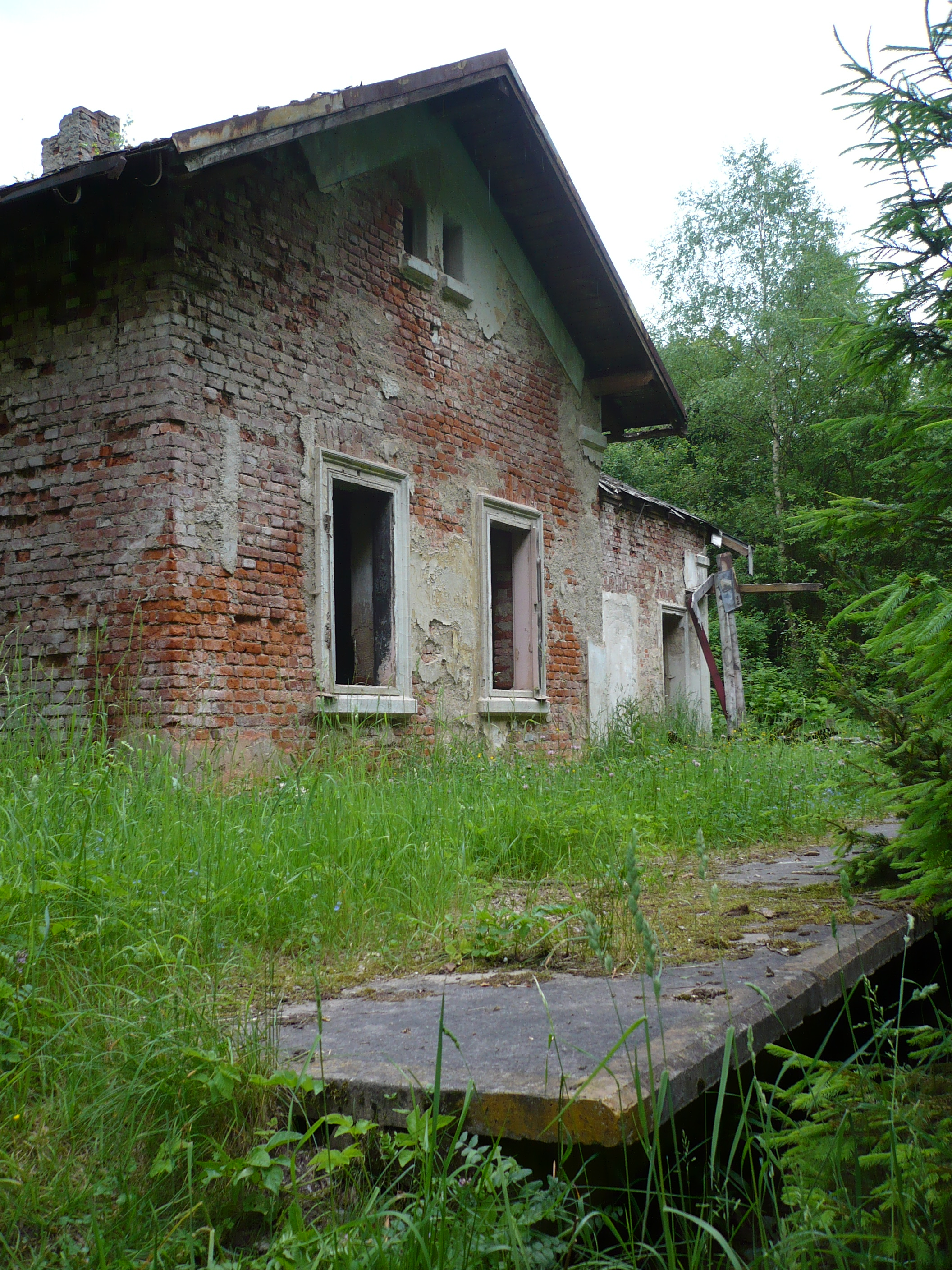
Horní Slavkov zastávka (mimo provoz)
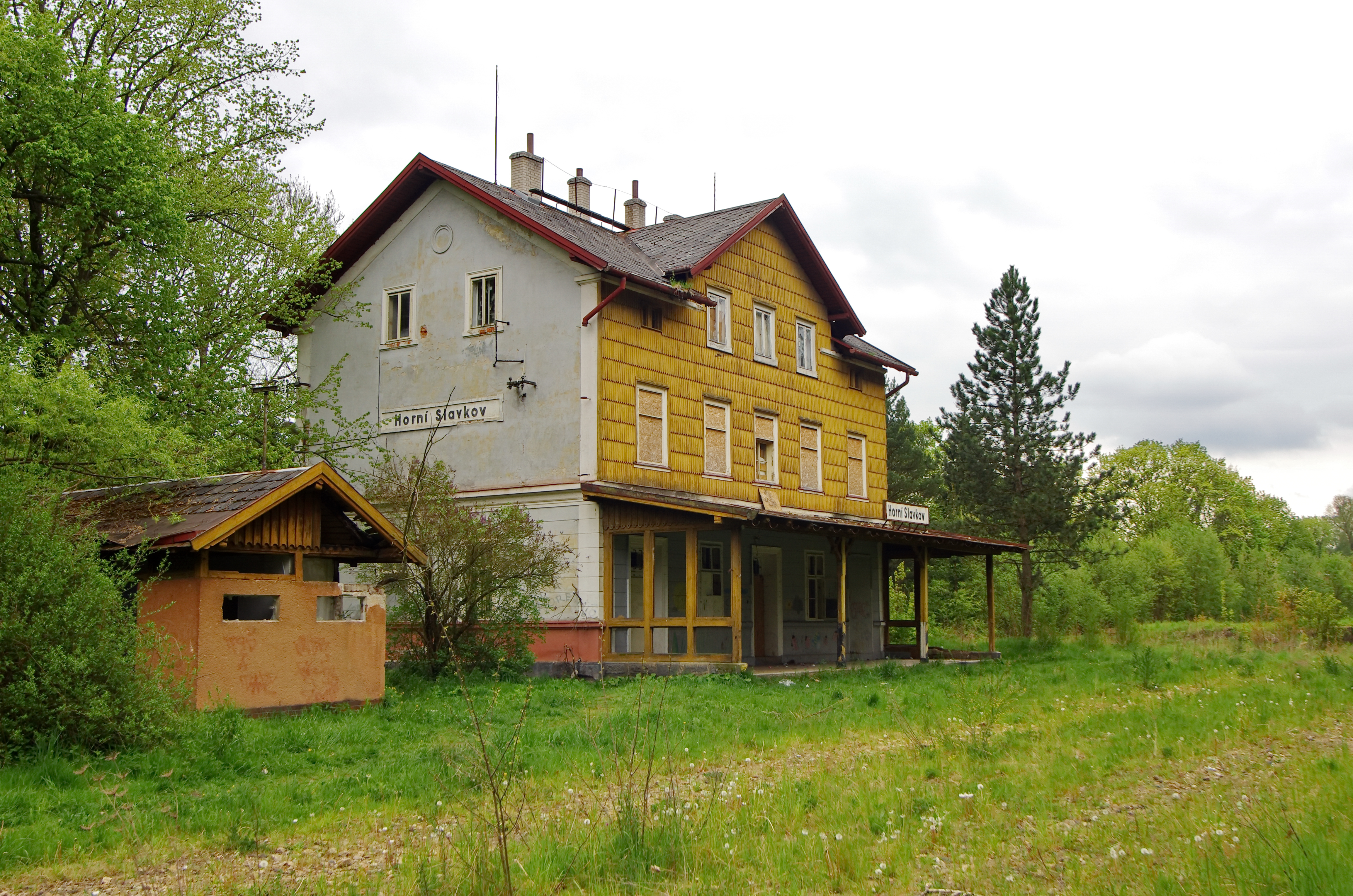
Horní Slavkov (mimo provoz)
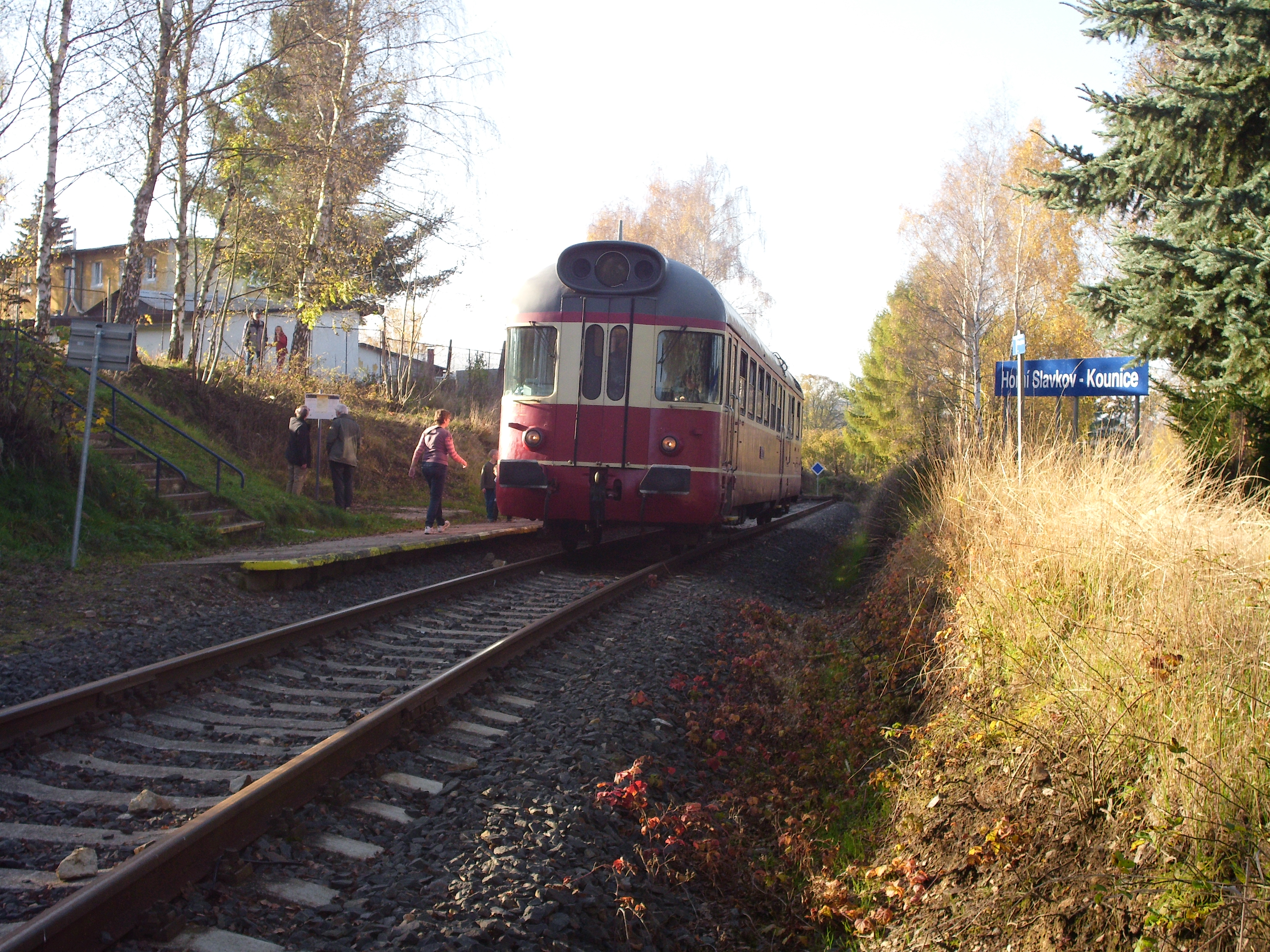
Horní Slavkov-Kounice
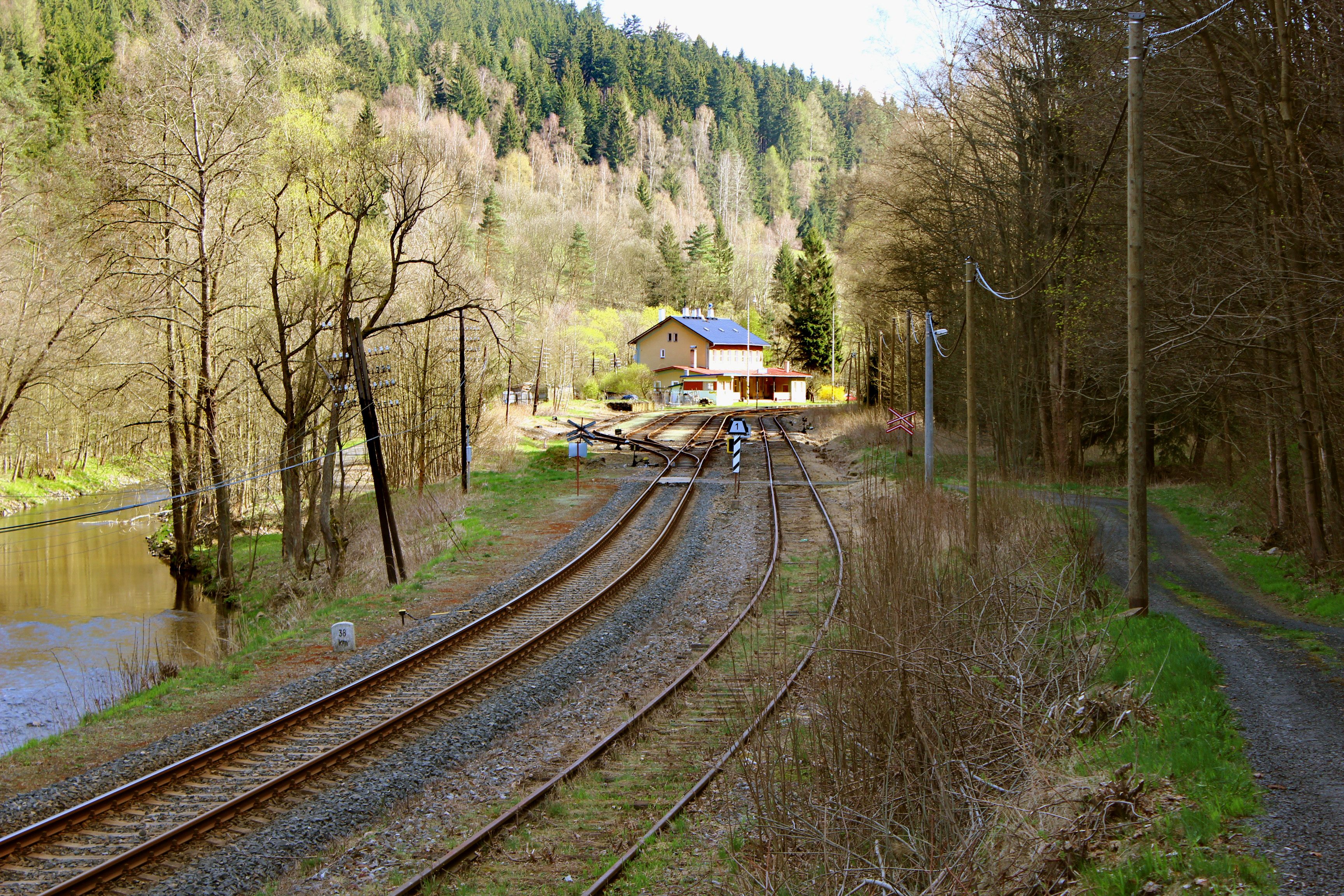
Krásný Jez

## Navazující tratě

### Nové Sedlo u Lokte
- Trať 140 Chomutov – Karlovy Vary – Nové Sedlo u Lokte – Sokolov – Cheb

### Krásný Jez
- Trať 149 Mariánské Lázně – Bečov nad Teplou – Krásný Jez – Karlovy Vary dolní nádraží